# Caio Sulpício Galo (cônsul em 243 a.C.)
Caio Sulpício Galo (em latim: Caius Sulpicius Gallus) foi um político da gente Sulpícia da República Romana eleito cônsul em 243 a.C. com Caio Fundânio Fúndulo.

## Consulado (243 a.C.)

Teatro de operações da Primeira Guerra Púnica entre 248 e 241 a.C..
Território siracusano
Território cartaginês
Territórios romanos
1. Amílcar Barca apóia Drépano, que esta sitiada, e saqueia a costa italiana.
2. Amílcar desembarca em monte Ercte.
3. Amílcar muda sua base de monte Ercte para Érice (Eryx).
4. Vitória naval romana nas ilhas Égadas e queda de Drépano. Cartago pede a paz (241 a.C.).

Caio Sulpício foi depois eleito cônsul em 243 a.C., o vigésimo-segundo ano da Primeira Guerra Púnica, com Caio Fundânio Fúndulo e enviado à Sicília para lutar contra Amílcar Barca, que ocupava a cidade de Érice.